# Kenai Mountains
Kenai Mountains je pohoří na poloostrově Kenai, na jihu Aljašky, při pobřeží Tichého oceánu, respektive Aljašského zálivu, ve Spojených státech amerických.
Pohoří je součástí horského systému Pacifického pobřežního pásma. Rozkládá se od jižního konce Kenaiského poloostrova severovýchodně a má délku okolo 200 kilometrů.
Je pokračováním pohoří Chugach, obě pohoří mají stejnou geologickou stavbu a jsou odděleny daleko na pevninu pronikajícími fjordy.
V oblasti se nachází ledovce – Hardingův ledovec (780 km2) a Sargentův ledovec. Největšími řekami pohoří jsou Kenai a Russian River. Nejvyšší horou je Truuli Peak (2 015 m). K dalším nejvyšším vrcholům náleží Isthmus Peak (1 991 m) a Peak 6500 (1 981 m).
Velká část pohoří je součástí Národního parku Kenai Fjords.